# ما هي أمريكا؟ (مسلسل تلفزيوني)

## روابط خارجية
- ما هي أمريكا؟ على موقع IMDb (الإنجليزية)
- ما هي أمريكا؟ على موقع ميتاكريتيك (الإنجليزية)
- ما هي أمريكا؟ على موقع روتن توميتوز (الإنجليزية)
- ما هي أمريكا؟ على موقع ليتربوكسد (الإنجليزية)
- ما هي أمريكا؟ على موقع كينوبويسك (الروسية)
- ما هي أمريكا؟ على موقع ألو سيني (الفرنسية)
- ما هي أمريكا؟ على موقع قاعدة بيانات الفيلم (الإنجليزية)